# Hugo Lejon
Hugo Lejon, född 9 april 2005 i Västerås, är en svensk professionell Ishockeyspelare som spelar för Brynäs IF i SHL.

## Klubbar
- Västerås IK
- BIK Karlskoga (på lån från Brynäs) (2024-2025)
- Brynäs IF (2024-)[1]